# Григорий (Круг)
Инок Григорий (в миру Георгий Иванович Круг; 23 декабря 1906  [5 января 1907], Санкт-Петербург — 12 июня 1969, Франция или Свято-Духовский скит) — православный иконописец, деятель русской эмиграции первой волны, представитель богословия иконы.

## Биография
Родился 23 декабря 1906 года в Санкт-Петербурге. Отец — швед, лютеранин; мать — русская (родом из Мурома), православная; воспитывался в вере отца.
В 1916—1917 годы учился в гимназии Карла Мая в Санкт-Петербурге. В 1921 году семья получает эстонское гражданство и поселяется в Нарве.
Заинтересовавшись в 17 лет религиозными вопросами, примкнул к РСХД в Эстонии, в 19-летнем возрасте под влиянием встреч в Псково-Печерском монастыре с протоиереем Львом Липеровским принял православие. Стал проявлять интерес к иконописанию, сохранявшемуся в живой традиции в православных и старообрядческих общинах Прибалтики.
В 1926 году окончил русскую гимназию в Нарве. В 1926—1928 годы учился у профессора Г. Г. Рейндорфа (класс графики Государственной индустриальной школы искусств в Таллине) и окончил курс в числе лучших — 2 офорта были приобретены с дипломной выставки Народным музеем Тарту (летом 1941 года коллекция была передана в Тартуский художественный музей).
В 1928 работал в классе профессора Ринка в частной художественной школе Паллас в Тарту. В 1931 уехал для усовершенствования в Париж, где продолжил обучение под руководством видных представителей русского символизма и модерна К. А. Сомова и Н. Д. Милиоти. Был близок к кругу авангардистов Н. С. Гончаровой и М. Ф. Ларионова. В то же время начал обучаться иконописи у старосты Русской иконописной артели при обществе «Икона» П. А. Фёдорова и у инокини Иоанны (Рейтлингер).
В годы оккупации Парижа пережил острый душевный и творческий кризис. По окончании войны поселился в парижском предместье Ванв при церкви Святой Троицы, нёс послушание псаломщика и певца. Писал в основном небольшие иконы для частных лиц. В 1945—1946 годы, приехав в Париж, работал вместе с Леонидом Успенским в его мастерской. В 1948 году от настоятеля ванвской церкви и своего духовного отца Сергия (Шевича) принял монашеский постриг с именем Григорий в честь Григория иконописца Киево-Печерского и вскоре перешёл на жительство в Свято-Духовский скит в Ле-Мениль-Сен-Дени, в котором пребывал до кончины.
Скончался 12 июня 1969 года с кистью в руках, когда писал икону Богоматери в ските Святого Духа в Ле-Мениль-Сен-Дени во Франции.